# Ronde van de Doubs
De Ronde van de Doubs (Frans: Tour du Doubs) is  een eendaagse wielerwedstrijd  in het departement Doubs  in het oosten van Frankrijk. De wedstrijd werd voor het eerst verreden in 1934, maar kende lange perioden van onderbreking (1940-1947 en 1955-1998). In de periode 1957-1963 werd de wedstrijd verreden onder de naam GP Stan Ockers. 
In 1986 introduceerde de Vélo Club Morteau-Montbenoît de koers opnieuw, van 1986-1998 als amateur etappekoers. In 1999 werd het een eendaagse wedstrijd op de internationale kalender. In 2021 vormde de koers met de Classic Grand Besançon Doubs en de Ronde van de Jura van 3-5 september een drieluik op de aangepaste wielerkalender vanwege de coronapandemie. In 2023 werd deze formule opnieuw toegepast onder de noemer Triptyque comtois, nu van 14-16 april, waarbij de  Classic Grand Besançon Doubs op vrijdag, de Ronde van de Jura op zaterdag en de Ronde van de Doubs zelf op zondag werd verreden. Ook in 2024 en 2025 werd deze drieluik in april verreden.
Sinds 2005 behoort hij tot de UCI Europe Tour in de categorie 1.1. Tevens is de wedstrijd sinds 2010 onderdeel van de Coupe de France.
Plaats op de kalender
De koers werd in de loop der jaren verreden in zes verschillende maanden.
| April     | 2023-2025                  |
| Mei       | 1934-1936, 1951            |
| Juni      | 1937, 1949-1950, 1953      |
| Juli      | 1938-1939, 1952, 2001-2009 |
| Augustus  | 1948                       |
| September | 1954, 1999-2000, 2010-2022 |

## Lijst van winnaars

### Overwinningen per land
| Overwinningen | Land                                                                                 |
| ------------- | ------------------------------------------------------------------------------------ |
| 27            | Frankrijk                                                                            |
| 4             | België                                                                               |
| 1             | Algerije, Argentinië, Estland, Ierland, Kroatië, Letland, Polen, Spanje, Zwitserland |